# Harpalus (Macedonië)
Harpalus (Grieks: Ἅρπαλος, Harpalos) was een Macedonische edelman uit het gevolg van Alexander de Grote.
Hij werd geboren ca. 353 v.Chr. in de Macedonische landstreek Elimiotis, als neef van koning Philippus II, en zo werd hij een jeugdvriend van Alexander de Grote. Zijn fysieke conditie maakte hem ongeschikt om in het leger te dienen, en daarom stelde Alexander hem, vóór hij vertrok op zijn veroveringstocht door het Perzische Rijk, aan als zijn beheerder van de krijgskas.
In 333 vluchtte Harpalus onverwacht, om nog steeds niet opgehelderde redenen, naar de Griekse stad Megara. Niettemin verzoende hij zich daarna weer gauw met Alexander, die hem in 331 opnieuw belastte met het beheer van de buitgemaakte schatten van de Achaemeniden én van de centrale financiën. Dit bleek echter een zware misvatting… Harpalus resideerde aanvankelijk in Ecbatana, maar sinds 330 in Babylon, waar hij in grote weelde leefde. Hij bezondigde zich aan allerlei uitspattingen en verkwistte aldus bergen geld.
Een van zijn talrijke maîtresses, de Atheense deerne Glycera (haar naam betekent zoveel als "Zoetje") had hem ook een pied-à-terre bezorgd in Athene, de traditionele erfvijand van Macedonië. Wellicht op haar aanbeveling had hij er een zending graan doen toekomen op een moment dat er grote hongersnood heerste, waarna de Atheense overheid hem het ereburgerschap had verleend.
Tijdens Alexanders expedities in India (327-325 v.Chr.) profiteerde Harpalus van diens afwezigheid om de zaken geheel naar eigen willekeur te gaan beheren. Hij verduisterde grote sommen geld, leidde een losbandig leven en onderhield zelfs een privéleger. Zo ontlokte hij in toenemende mate bij zijn omgeving gevoelens van afgunst en afkeuring.
Toen Alexander in 324 uiteindelijk naar Babylon terugkeerde, vreesde hij rekenschap te moeten afleggen en zwaar gestraft te zullen worden. Hij vluchtte daarom mét de koninklijke schatkist (geraamd op zo'n 5000 talenten, die door de Perzische satrapen waren afgedragen als oorlogsschatting), een privé-militie van 6000 huurlingen en een 30-tal schepen naar Athene, waar hij hulp hoopte te vinden. Met omkoperij – hij had toch geld genoeg – probeerde hij de volksvergadering te winnen voor een opstand tegen Alexander. Door het terughoudende beleid van Demosthenes ging men echter niet in op Harpalus' voorstellen: integendeel, hij werd gevangengezet en zijn geld werd gedeponeerd in de Parthenon. Alexander de Grote eiste via Antipater, de gouverneur van Macedonië, de onmiddellijke uitlevering van Harpalus. Deze wist echter aan de aandacht van zijn bewakers te ontsnappen en vluchtte eind juni 324 naar Kreta, waar hij korte tijd later werd vermoord door zijn vroegere handlanger Thibron.
Intussen brak in Athene een ingewikkeld financieel schandaal los: het in beslag genomen geld bleek immers grotendeels verdwenen te zijn, en verschillende prominenten kwamen op de lijst van verdachten die ervan geprofiteerd zouden hebben. Ook Demosthenes raakte in opspraak, maar zijn schuld kon nooit onomstotelijk bewezen worden.